# Carl Gustaf Fleetwood
Carl Gustaf Fleetwood, född 5 december 1794, död 21 juli 1855 i Göteborg, var en svensk friherre och militär.
Carl Gustaf Fleetwood var son till överste Harald Fleetwood och Christina Charlotta Fock. Han blev kadett vid Krigsakademien på Karlberg 1807, vice korpral 1810 och utexaminerades från Karlberg 1812. Fleetwood blev underlöjtnant vid Värmlands fältjägarregemente 1812, andre löjtnant där samma år, förste löjtnant 1816, kapten 1818, major i armén 1823 samt andre major på stat 1825. Han blev överstelöjtnant vid Värmlands fältjägarregemente 1834, överste i armén 1840 samt var överste och chef för Värmlands fältjägarregemente 1841–1843. Fleetwood erhöll avsked från armén 1843 med generaladjutants namn, heder och värdighet. Han deltog i kriget mot Napoleon 1813 vid övergången av Wörlitz 20 september, slaget vid Dessau 28 september och slaget vid Leipzig 19 oktober, samt i fälttåget mot Norge 1814. Carl Gustaf Fleetwood var ägare till Kristinebergs slott. Han blev riddare av Svärdsorden 1829.